# Južni tujia jezik
Južni tujia jezik (ISO 639-3: tjs; tuchia), sinotibetski jezik tibetsko-burmanske skupine, kojim govori 1 500 ljudi (Brassett and Brassett 2005), od ukupno 8 028 133 Tujia. Govori se u tri sela na sjeverozapadu kineske provincije Hunan, u okrugu Luxi.
Jedan je od dva jezika podskupine tujia. Južni tujia, slično kao i sjeverni tujia [tji], izvrgnut je sinizaciji, mandarinski kineski [cmn], a broj govornika još je 1994 iznosio oko 4 000 na 5 704 223 etničkih Tujia (1990 popiss).

## Vanjske poveznice
- Ethnologue (15th)